# Archaeocasis
Archaeocasis là một chi bướm đêm thuộc họ Geometridae.